# 氟苯咪唑
氟苯咪唑是一种含氮有机氟化合物，分子式C
16H
12FN
3O
3，为甲苯咪唑的氟取代衍生物，能作为驅蟲藥。